# Тамян
Тамя́н или Тамъя́н (кор. 담양군?, 潭陽郡?, Damyang-gun) — уезд в провинции Чолла-Намдо, Южная Корея.

## Известные уроженцы и жители
- Ли Сын Ги — корейский химик-органик, изобретатель синтетического волокна виналон.

## Города-побратимы
Тамян является городом-побратимом следующих городов:
- Аньцзи[англ.], Китай
- Такехара, Япония

## События
В 2009 году в Тамъяне прошла V Азиатско-Тихоокеанская астрономическая олимпиада.